# Bulbophyllum flagellare
Bulbophyllum flagellare är en orkidéart som beskrevs av Rudolf Schlechter. Bulbophyllum flagellare ingår i släktet Bulbophyllum och familjen orkidéer. Inga underarter finns listade i Catalogue of Life.